# 巴氯芬
巴氯芬（Baclofen）是一種骨骼肌的肌肉鬆弛劑，用於治療肌肉痙攣，脊髓損傷或多發性硬化症。
常見的副作用包括嗜睡、虛弱和頭暈。如果迅速停用巴氯芬，可能會出現嚴重的副作用，包括癲癇發作和橫紋肌溶解症。在懷孕期間使用尚不清楚安全性，而在母乳喂養期間使用可能是安全的。它被認為通過降低某些神經遞質的水平從而發揮作用。
巴氯芬於 1977 年在美國獲准用於醫療用途。它可作為通用藥物使用。 2020 年，它是美國第 108 位最常用的處方藥，有超過 600 萬張處方。

## 不良反應
最常見的副作用是短暫性嗜睡 (63%)。在一項針對 175 名病患的對照研究中，接受巴氯芬治療的病患有 63% 出現短暫性嗜睡，而安慰劑組則有 36%。其他常見的不良反應包括頭暈 (15%)、虛弱 (15%) 和疲勞 (4%)。

## 外部連結
- . Drug Information Portal. U.S. National Library of Medicine.   [2022-12-12]. （原始内容存档于2022-08-08）.
- 【痛獲平】仿單 （页面存档备份，存于）(主要成分為Baclofen)